# Turkstjärnblomma
Turkstjärnblomma (Lepyrodiclis holosteoides) är en nejlikväxtart som först beskrevs av Carl Anton von Meyer, och fick sitt nu gällande namn av Edward Fenzl, Fisch. och C. A. Mey. Enligt Catalogue of Life ingår Turkstjärnblomma i släktet Lepyrodiclis och familjen nejlikväxter, men enligt Dyntaxa är tillhörigheten istället släktet Lepyrodiclis och familjen nejlikväxter. Arten förekommer tillfälligt i Sverige, men reproducerar sig inte. Inga underarter finns listade i Catalogue of Life.